# South Wilford
South Wilford var en civil parish från 1894 till 1935 då den blev en del av West Bridgford, i grevskapet Nottinghamshire, i England. Civil parish var belägen 4 km från Nottingham och hade 1 097 invånare år 1931.